# (16019) Edwardsu
(16019) Edwardsu (1999 CL69) – planetoida z grupy pasa głównego asteroid okrążająca Słońce w ciągu 3,68 lat w średniej odległości 2,38 j.a. Została odkryta 12 lutego 1999 roku.